# Golofa globulicornis
Golofa globulicornis är en skalbaggsart som beskrevs av Roger Paul Dechambre 1975. Golofa globulicornis ingår i släktet Golofa och familjen Dynastidae. Inga underarter finns listade i Catalogue of Life.